# Baruwa
Baruwa – gaun wikas samiti w środkowej części Nepalu  w strefie Bagmati w dystrykcie Sindhupalchowk. Według nepalskiego spisu powszechnego z 2001 roku liczył on 544 gospodarstw domowych i 2386 mieszkańców (1162 kobiet i 1224 mężczyzn).